# Eileen
Eileen – miasto w Stanach Zjednoczonych, w stanie Wisconsin, w hrabstwie Bayfield.